# آدام دوکر (بازیکن فوتبال)
آدام دوکر (انگلیسی: Adam Docker؛ زادهٔ ۱۷ نوامبر ۱۹۸۵) بازیکن فوتبال اهل پاکستان است.
از باشگاه‌هایی که در آن بازی کرده‌است می‌توان به باشگاه فوتبال سالفورد سیتی، باشگاه فوتبال چدرتون، باشگاه فوتبال آلترینچام، باشگاه فوتبال بری، باشگاه فوتبال چورلی، باشگاه فوتبال اشتون یونایتد، و باشگاه فوتبال یونایتد آف منچستر اشاره کرد.